# Pedro Garra
Pedro Garra (23 de marzo de 1937-10 de marzo de 1997) fue un regatista uruguayo, que ganó dos medallas de bronce en los Juegos Panamericanos: en la clase Finn en São Paulo 1963 y en la clase Snipe en México 1975. En la clase Snipe también fue campeón nacional de Uruguay en 11 ocasiones. 